# Barbara Scofield
Barbara Scofield, coniugata Davidson (San Francisco, 24 giugno 1926 – 31 gennaio 2023), è stata una tennista statunitense.

## Biografia
Durante la sua carriera giunse in finale in doppio al Roland Garros nel 1951 perdendo contro la coppia composta da Doris Hart e Shirley Fry in due set, la sua compagna nell'occasione era Beryl Bartlett.
In singolare raggiunse il terzo turno a Wimbledon nel 1948 dove fu eliminata da Joan Curry in due set. Giunse in finale durante il Torneo di Cincinnati del 1946 in coppia con Virginia Kovacs, perdendo contro Mary Arnold Prentiss e Shirley Fry Irvin in due set. Un'altra finale la raggiunse ancora in un doppio al SAP Open del 1957 quando in coppia con Louise Brough Clapp perse contro Janet Hopps e Mary Bevis Hawton in tre set.